# 三重県道34号七色峡線
三重県道34号七色峡線（みえけんどう34ごう なないろきょうせん）は三重県熊野市内を通る主要地方道（三重県道）である。旧称は大峪林道（おおさこりんどう）。

## 概要
路線の改良が進み、大半の区間で2車線となっている。熊野市自主運行バス（熊野市が三重交通に委託するコミュニティバス）が運行している。

### 路線データ
- 起点：熊野市神川町花知蜂の巣418番地先[1][2]（七色峡）
- 終点：熊野市井戸町松原4947番地先[1][2]（井戸町交差点）
- 総延長：15.7052 km[1]
  - 実延長：15.7052 km[1]
- 橋梁：16本（総延長：362.2m）
- トンネル：1本（総延長：1.5928 km）[1]

## 歴史
1959年（昭和34年）1月25日に、それまで大峪林道（おおさこりんどう）という林道であった道路が三重県道に認定された。それと同時に三重交通の路線バスの運行が開始され、熊野市神川町と市街地の交通の便が向上した。なお、正式な開通は1963年（昭和38年）9月のことである。
- 1971年（昭和46年）6月26日 - 建設省（現・国土交通省）が主要地方道に指定[5]。
- 1993年（平成5年）5月11日 - 建設省から、主要県道七色峡線が七色峡線として主要地方道に再指定される[6]。
- 2021年（令和3年）4月16日 - 道路改良工事のうち、熊野市神川町長原で進めていた1工区 (189 m) が完成[7][8]。
- 2025年（令和7年）3月26日 - 瀬戸バイパス（熊野市井戸町、660 m）が開通する[9]。

## 路線状況
この道路は日本で唯一の村全体が他県の飛び地となっている和歌山県東牟婁郡北山村への主要なアクセス道路の1つである。

### 利用状況
交通量
| 平日12時間        | 平日24時間        |
| 2005年度⇒2010年度 | 2005年度⇒2010年度 |
| 2,025台⇒1,999台   | 2,653台⇒2,619台   |

### 主な道路構造物
新大峪トンネル
熊野市神川町長原と同市井戸町を結ぶトンネル。天神丸山（標高784.2m）と久留米木山（標高831m）の間を通る。付近には旧道が残り、大峪トンネルが現存する。

## 地理

### 通過する自治体
- 熊野市

### 接続する道路
- 三重県道40号熊野矢ノ川線（起点、県道40号から連続）
- 三重県道738号神川五郷線（熊野市神川町神上）
- 三重県道156号飛鳥日浦線（熊野市井戸町）
- 三重県道141号鵜殿熊野線（熊野市井戸町・熊野警察署前交差点）
- 国道42号（終点）

### 沿線にある施設など
水面が年に七色に変化するという七色峡から熊野市街地へ至る。
- 七色峡
  - 七色ダム
  - 北山川
- 熊野市役所神上出張所
- 熊野市立神川保育所
- 熊野市立神上小学校
- 熊野市立神上中学校
- 井戸幼稚園
- 熊野市立井戸小学校
- 神上川
- 井戸川
- 三重県熊野庁舎
- 三重県警察熊野警察署
- オークワ熊野店
- イオン熊野店

## 参考資料
- 『県別マップル24 三重県道路地図』（昭文社、2009年3版1刷発行、ISBN 978-4-398-62474-1 、15,76ページ）
- 『路線認定調書 平成28年4月1日』三重県、2016年、94頁。